# ウエルマンロード法
ウエルマンロード法(英  Wellman-Lord process）は吸収液が再生可能で廃棄するスラッジ副生成物ができない、二酸化硫黄を煙道ガスから除去する排煙脱硫法である。
このプロセスは、亜硫酸ナトリウム/亜硫酸水素ナトリウム溶液で煙道ガス中の二酸化硫黄が吸収され、他成分は吸収されない。冷却すると、亜硫酸水素塩は沈殿するメタ重亜硫酸ナトリウムとなる。
加熱により、先に述べた化学反応は反転し、メタ重亜硫酸ナトリウムは濃縮された二酸化硫黄と亜硫酸ナトリウムとなる。二酸化硫黄は硫酸の生成などの反応に用いられ、亜硫酸塩は再び脱硫プロセスでもちいられる。
Na2SO3 + SO2 + H2O → 2NaHSO3
2NaHSO3 → Na2S2O5↓ + H2O
Na2S2O5 + H2O →  2NaHSO3
2NaHSO3 → Na2SO3 + SO2 + H2O
初期のプロセス(米国、メリーランド州、クレイン発電所,1968年)は亜硫酸カリウムでを用いていたが、経済的にはよくなかった。1967年の世界的な硫黄の不足と高値のため、プロセスに興味が持たれた。発電所から排出される煙道ガスは硫黄不足を緩和する供給源としてみられた。後に導入されるプロセスでは亜硫酸ナトリウムが用いられ、(実証システムとしてUSEPAの資金により)米国、インディアナ州、ミッチェル発電所に1974年導入された。この反応は(天然ガスによる)還元と合わせて、硫黄元素を作ることができるプロセスである。硫黄元素は硫酸プラントなどへ供給される。さらにウエルマンロード法は米国、ニューメキシコ州に導入された。プロセスはダヴィパワーガス（Davy Powergas）社フロリダ州，レイクランドが供給している。このプロセスは再生不能なチオ硫酸塩を形成する副反応が起こるため、トロナ (炭酸ナトリウム)の形で少量補充が必要である。

## 参考
- “Emissions Factors & AP 42, Compilation of Air Pollutant Emission Factors”.  U.S. Environmental Protection Agency（アメリカ合衆国環境保護庁）. 2011年3月2日閲覧。
- Osborne, W. Jeff; Earl, Christopher B. (1975). “Chapter 13: Recent Experience of the Wellman-Lord Sulfur Dioxide Recovery Process”. In John B. Pfeiffer. Sulfur Removal and Recovery from Industrial Processes. 139. pp. 158. doi:10.1021/ba-1975-0139.ch013

en:Wellman–Lord process